# Thomas Bading
Thomas Bading (* 9. Mai 1959 in Quedlinburg) ist ein deutscher Film- und Theaterschauspieler sowie Theaterregisseur.

## Leben
Bading absolvierte die Schauspielausbildung an der Theaterhochschule „Hans Otto“ Leipzig von 1979 bis 1983.
Von 1983 bis 1992 trat Bading am neuen theater Halle unter der Regie von Peter Sodann in der Rolle des Amadeus im gleichnamigen Theaterstück von Peter Shaffer und in der Rolle des Hamlet in der gleichnamigen Tragödie von William Shakespeare auf. Es folgten weitere Rollen in bekannten Stücken am Deutschen Theater Berlin von 1992 bis 1999. Seit 1999 war er auf der Schaubühne am Lehniner Platz in über 30 namhaften Theaterstücken zu sehen.
Bading hat einen Sohn und ist verheiratet mit der Schauspielerin Claudia Geisler-Bading, mit der er unter anderem in Little Thirteen zu sehen war. Ihre gemeinsamen Töchter Emma und Bella sind ebenfalls Schauspielerinnen.
Bading lebt in Berlin.

## Filmografie (Auswahl)
- 1985: Wie man kein König wird (Regie: Horst Hawemann)
- 1987: Madame Husson und ihr Tugendjüngling (Regie: Norbert Büchner)
- 1988: Schauspielereien: Gaunereien lassen bitten (Regie: Norbert Büchner)
- 1989: Die Galgenbrücke (Regie: Hans Werner)
- 1989: Blümchen gießen (Regie: Achim Wolff)
- 1990: Sehnsucht
- 1992: Miraculi (Regie: Ulrich Weiß)
- 1992: Tatort: Tod aus der Vergangenheit (Regie: Hans-Werner Honert)
- 2000: Die Unberührbare (Regie: Oskar Roehler)
- 2003: Lichter (Regie: Hans-Christian Schmid)
- 2007: GG 19 – Deutschland in 19 Artikeln
- 2008: Großstadtrevier: Prüfungen (Regie: Jan Růžička)
- 2008: Einsatz in Hamburg: Tödliches Spiel (Regie: Marcus O. Rosenmüller)
- 2008: Mein Schüler, seine Mutter & ich (Regie: Andreas Link)
- 2009: Allein unter Schülern (Regie: Oliver Schmitz)
- 2010: SOKO Wismar: Gut angelegt (Regie: Alexander Sascha Thiel)
- 2010: Boxhagener Platz (Regie: Matti Geschonneck)
- 2010, 2019: In aller Freundschaft: Schweres Erbe, Schöne Aussichten (Regie: Olaf Götz)
- 2010: Drei (Regie: Tom Tykwer)
- 2011: Rottmann schlägt zurück (Regie: Mark Schlichter)
- 2011: Männerherzen … und die ganz ganz große Liebe (Regie: Simon Verhoeven)
- 2011: Es ist nicht vorbei (Regie: Franziska Meletzky)
- 2011: Barbara (Regie: Christian Petzold)
- 2011: Little Thirteen (Regie: Christian Klandt)
- 2012: Rosakinder
- 2013: Drei in einem Bett (Regie: Wilhelm Engelhardt)
- 2013, 2015: Weissensee (Fernsehserie, 6 Folgen) (Regie: Friedemann Fromm)
- 2013: SOKO Leipzig: Mundtot (Regie: Andreas Morell)
- 2014: Die Zeit mit Euch
- 2015: Die Wallensteins – Dresdner Dämonen
- 2016: Notruf Hafenkante (Fernsehserie, Folge Crystal)
- 2017: Fikkefuchs
- 2017: Tatort: Der wüste Gobi
- 2018: Getrieben
- 2019: Walpurgisnacht – Die Mädchen und der Tod
- 2019: Ein verhängnisvoller Plan
- 2019: Hüftkreisen mit Nancy (Fernsehfilm)
- 2020: Notruf Hafenkante (Fernsehserie, Folge Entgleisung)
- 2020: Tödliche Geheimnisse – Das Versprechen
- 2020: SOKO Köln: Schwarzes Schaf
- 2020: SOKO Stuttgart: Placeboeffekt
- 2021: Erzgebirgskrimi – Der Tote im Burggraben (Fernsehreihe)
- 2022: Erzgebirgskrimi – Ein Mord zu Weihnachten (Fernsehreihe)
- 2024: Die Zweiflers (1 Folge)
- 2025: In aller Freundschaft – Die jungen Ärzte (Fernsehserie, Folge Zehn)
- 2025: Rosenthal (Fernsehfilm)

## Theater
Regie
- 1990: Was heißt hier Liebe? (Helma Fehrmann, Holger Franke, Jürgen Flügge), Kinder- und Jugendtheater Halle
- 1991: Wir Kinder vom Bahnhof Zoo (Kai Hermann, Horst Rieck, Christiane Felscherinow), Kinder- und Jugendtheater Halle
- 1998: Die Mitschuldigen (Johann Wolfgang von Goethe), Hans Otto Theater, Potsdam
- 2003: Ein Sommernachtstraum (William Shakespeare), Burghofspiele Eltville
- 2005: Hamlet (William Shakespeare), Burghofspiele Eltville
- 2008: Romeo und Julia (William Shakespeare), Burghofspiele Eltville
- 2012: Wie es euch gefällt (William Shakespeare), Burghofspiele Eltville (zusammen mit Christoph Schletz)

Schauspieler
- 1992: Alexander Ostrowski: Der Wald (Pjotr) – Regie: Thomas Langhoff (Deutsches Theater Berlin)

## Auszeichnungen
- Deutscher Schauspielerpreis 2014 in der Kategorie Bestes Ensemble in einer Fernsehserie (Weissensee 2. Staffel)[4]
- 2025 Nominierung Deutscher Schauspielpreis in der Kategorie Starker Auftritt für Die Zweiflers – Folge 2[5]